# Domingo Piga
Domingo Piga Torres (Santiago de Chile, 20 de diciembre de 1920–Lima, 24 de noviembre de 2010) fue un actor, director de teatro, dramaturgo y académico chileno de la generación del 41.

## Biografía
Hijo de padre italiano. Sus estudios secundarios los realizó en el Internado Nacional Barros Arana de Santiago. Ingresó a estudiar derecho a la Escuela de Derecho de la Universidad de Chile. Finalmente, egresó de la Licenciatura en Artes, mención Teatro. Luego, estudió cinematografía en Academia Nacional de Arte Dramático Silvio D'Amico de Italia. 
Piga participó como actor y director en diferentes obras de la escena teatral nacional, comenzando su carrera a mediados de los 1930 con el Grupo Lex, integrado por estudiantes de Escuela de Derecho. El 22 de junio de 1941, se consolidó oficialmente el Teatro Experimental de la Universidad de Chile, donde fue actor fundador, al lado de Pedro de la Barra. A fines de los años 1950 dirigió una exitosa producción de la obra Las brujas de Salem del dramaturgo estadounidense Arthur Miller.
Entre 1948 y 1957 ejerció como docente de la Escuela de Teatro del Teatro Universidad de Chile. Entre 1957 y 1970 ejerció como director de Escuela de Teatro del Instituto de Teatro (ITUCH). En 1971 es nombrado decano de la Facultad de Ciencias y Artes Musicales y Escénicas, cargo que ocupó hasta septiembre de 1973. Tras el golpe de Estado del 11 de septiembre de 1973 contra el Presidente de la República Salvador Allende, Piga fue expulsado de la Universidad de Chile por órdenes militares. 
Piga se exilió en Perú. En el país vecino siguió su carrera como profesor, compartiendo conocimientos en la Universidad Católica de Lima, la Universidad Mayor de San Marcos y en la Universidad Ricardo Palma. Fue director de la compañía de teatro de Elvira Travesí. También fue director de la Escuela Internacional de Cine y Televisión de San Antonio de los Baños de Cuba.
Desde 1990, con el regreso de la democracia, Piga visitaba Chile con frecuencia, donde realizaba clases magistrales en la Universidad de Chile y participaba en los llamados Temporales Internacionales de Teatro de Puerto Montt. 
Sus últimos años los residió en Lima, donde continuó su labor como profesor de actuación de teatro y dirección cinematográfica. 
Piga falleció en Lima el 24 de noviembre de 2010, a la edad de noventa años.

## Vida personal
Fue amigo y colaborador del poeta Pablo Neruda, y del escritor Gabriel García Márquez. Fue simpatizante de la Unidad Popular de Chile, y del gobierno de Salvador Allende. Se exilió en Lima tras el golpe de Estado de 1973.
Contrajo matrimonio con la actriz Sonia Mena, con quien se anularía posteriormente.